# Anophthalmoonops
Anophthalmoonops là một chi nhện trong họ Oonopidae.